# Maicon Marques Bitencourt
Maicon Marques Bitencourt, noto semplicemente come Maicon (Duque de Caxias, 18 febbraio 1990), è un ex calciatore brasiliano, di ruolo attaccante.

## Caratteristiche tecniche
Può ricoprire tutte le posizioni in un tridente d'attacco, anche se il suo ruolo preferito è quello di ala sinistra.

## Carriera

### Club

#### Inizi e Lokomotiv Mosca
Cresciuto nelle giovanili della Fluminense, fa il suo esordio in prima squadra a 18 anni e 3 mesi contro il Náutico, entrando al minuto 61 per il compagno Léo Itaperuna. La prima rete da professionista arriva nell'agosto 2009, nel rotondo 5-1 contro lo Sport Recife. Il 1º marzo 2010 viene acquistato a titolo definitivo per 4 milioni di euro dalla squadra russa della Lokomotiv Mosca. Con la squadra della capitale vince 2 volte la Coppa di Russia (2015, 2017) e disputa 7 stagioni totalizzando 158 presenze in campionato con 23 gol. Esordisce in Europa League a partire dalla stagione 2011-2012, nel 2-0 contro lo Spartak Trnava. Nell'occasione segna con un tap-in su assist di Dmitrij Syčëv.

#### Antalyaspor, Atletico Mineiro e Buriram United
Il 1º luglio 2017 viene ingaggiato dai turchi dell'Antalyaspor, prendendo la maglia numero 11. Il 13 agosto successivo esordisce in Süper Lig, nella sconfitta per 2-0 contro il Beşiktaş. Il primo gol con i biancorossi arriva invece alla seconda partita, suo il gol del 2-1 momentaneo contro l'Akhisar Belediyespor (2-2 finale). Nella sessione invernale del mercato 2019-2020, torna nuovamente in Patria, passando ai bianconeri dell'Atlético Mineiro. Il 25 giugno 2020, dopo appena 6 mesi, rimane svincolato. A partire dal dicembre, trova l'accordo economico con i thailandesi del Buriram United, affiancando i connazionali Ricardo Bueno e Rodrigo Junior Paula Silva.

### Nazionale
Ha fatto parte delle selezioni Under-17 e Under-20 del Brasile. Con la seconda, ha conquistato un secondo posto ai mondiali di categoria in Egitto nel 2009 dopo la sconfitta ai rigori contro il Ghana, complice tra gli altri anche il suo errore dal dischetto.

## Statistiche

### Presenze e reti nei club
Statistiche aggiornate al 12 settembre 2015.
| Stagione                | Squadra                 | Campionato              | Campionato | Campionato | Coppe nazionali | Coppe nazionali | Coppe nazionali | Coppe continentali | Coppe continentali | Coppe continentali | Altre coppe | Altre coppe | Altre coppe | Totale | Totale |
| Stagione                | Squadra                 | Comp                    | Pres       | Reti       | Comp            | Pres            | Reti            | Comp               | Pres               | Reti               | Comp        | Pres        | Reti        | Pres   | Reti   |
| ----------------------- | ----------------------- | ----------------------- | ---------- | ---------- | --------------- | --------------- | --------------- | ------------------ | ------------------ | ------------------ | ----------- | ----------- | ----------- | ------ | ------ |
| 2008                    | Fluminense              | A                       | 13         | 0          | CB              | 0               | 0               | -                  | -                  | -                  | -           | -           | -           | 13     | 0      |
| 2009                    | Fluminense              | A+CC                    | 21+13      | 2+2        | CB              | 5               | 2               | CS                 | 5                  | 0                  | -           | -           | -           | 44     | 6      |
| 2010                    | Fluminense              | A+CC                    | 0+8        | 2          | CB              | 0               | 0               | -                  | -                  | -                  | -           | -           | -           | 8      | 2      |
| Totale Fluminense       | Totale Fluminense       | Totale Fluminense       | 34+21      | 2+4        |                 | 5               | 2               |                    | 5                  | 0                  |             | -           | -           | 65     | 8      |
| mar.-nov. 2010          | Lokomotiv Mosca         | PL                      | 18         | 3          | CR              | 0               | 0               | UEL                | 2                  | 0                  | -           | -           | -           | 20     | 3      |
| 2011-2012               | Lokomotiv Mosca         | PL                      | 37         | 4          | CR              | 2               | 1               | UEL                | 9                  | 3                  | -           | -           | -           | 48     | 8      |
| 2012-2013               | Lokomotiv Mosca         | PL                      | 17         | 3          | CR              | 2               | 0               | -                  | -                  | -                  | -           | -           | -           | 19     | 3      |
| 2013-2014               | Lokomotiv Mosca         | PL                      | 24         | 5          | CR              | 0               | 0               | -                  | -                  | -                  | -           | -           | -           | 24     | 5      |
| 2014-2015               | Lokomotiv Mosca         | PL                      | 24         | 0          | CR              | 4               | 0               | UEL                | 2                  | 0                  | -           | -           | -           | 30     | 0      |
| 2015-2016               | Lokomotiv Mosca         | PL                      | 14         | 3          | CR              | 2               | 0               | UEL                | 7                  | 2                  | SR          | 1           | 0           | 24     | 5      |
| 2016-2017               | Lokomotiv Mosca         | PL                      | 24         | 5          | CR              | 4               | 1               | -                  | -                  | -                  | -           | -           | -           | 28     | 6      |
| Totale Lokomotiv Mosca  | Totale Lokomotiv Mosca  | Totale Lokomotiv Mosca  | 158        | 23         |                 | 14              | 2               |                    | 20                 | 5                  |             | 1           | 0           | 193    | 30     |
| 2017-2018               | Antalyaspor             | SL                      | 30         | 5          | CT              | 2               | 0               | -                  | -                  | -                  | -           | -           | -           | 32     | 5      |
| lug.-dic. 2018          | Antalyaspor             | SL                      | 14         | 1          | CT              | 0               | 0               | -                  | -                  | -                  | -           | -           | -           | 14     | 1      |
| Totale Antalyaspor      | Totale Antalyaspor      | Totale Antalyaspor      | 44         | 6          |                 | 2               | 0               |                    | -                  | -                  |             | -           | -           | 46     | 6      |
| 2019                    | Atlético Mineiro        | M1/MG+A                 | 7+10       | 1+0        | CB              | 0               | 0               | CL+CS              | 7+3                | 1+0                | -           | -           | -           | 27     | 2      |
| 2020                    | Atlético Mineiro        | M1/MG+A                 | 1+0        | 0          | CB              | 0               | 0               | CS                 | 0                  | 0                  | -           | -           | -           | 1      | 0      |
| Totale Atletico Mineiro | Totale Atletico Mineiro | Totale Atletico Mineiro | 18         | 1          |                 | 0               | 0               |                    | 10                 | 1                  |             | -           | -           | 28     | 2      |
| Totale carriera         | Totale carriera         | Totale carriera         | 275        | 36         |                 | 21              | 4               |                    | 35                 | 6                  |             | 1           | 0           | 332    | 46     |

## Palmarès

### Club

#### Competizioni nazionali
- Coppa di Russia: 2

Lokomotiv Mosca: 2014-2015, 2016-2017